# Ceuașu de Câmpie
Ceuașu de Câmpie (Mezőcsávás en hongrois, Grubendorf en allemand) est une commune roumaine du județ de Mureș, dans la région historique de Transylvanie et dans la région de développement du Centre.

## Géographie
La commune de Ceuașu de Câmpie est située dans le centre-nord du județ, sur la rivière Voiniceni, dans les collines de Madaraș, à 12 km au nord de Târgu Mureș, le chef-lieu du județ.
La municipalité est composée des huit villages suivants (population en 2002) :
- Bozed (182) ;
- Câmpenița (785) ;
- Ceuașu de Câmpie (1 456), siège de la municipalité ;
- Culpiu (402) ;
- Herghelia (349) ;
- Porumbeni (556) ;
- Săbed (743) ;
- Voniceni (946).

## Histoire
La première mention écrite du village date de 1505 sous le nom de Chyawas.
La commune de Ceuașu de Câmpie a appartenu au royaume de Hongrie, puis à l'empire d'Autriche et à l'Empire austro-hongrois.
En 1876, lors de la réorganisation administrative de la Transylvanie, elle a été rattachée au comitat de Maros-Torda.
La commune de Ceuașu de Câmpie a rejoint la Roumanie en 1920, au traité de Trianon, lors de la désagrégation de l'Autriche-Hongrie. Elle a été de nouveau occupée par la Hongrie de 1940 à 1944, période durant laquelle la petite communauté juive fut exterminée par les nazis. Elle est redevenue roumaine en 1945.

## Politique
Le conseil municipal de Ceuașu de Câmpie compte 15 sièges de conseillers municipaux. À l'issue des élections municipales de juin 2008, Jozsef Levente Szabo (UDMR) a été élu maire de la commune.
| Parti                                      | Nombre de conseillers |
| ------------------------------------------ | --------------------- |
| Union démocrate magyare de Roumanie (UDMR) | 10                    |
| Parti démocrate-libéral (PD-L)             | 3                     |
| Parti social-démocrate (PSD)               | 2                     |

## Religions
En 2002, la composition religieuse de la commune était la suivante :
- Chrétiens orthodoxes, 41,59 % ;
- Réformés, 36,68 % ;
- Unitariens, 10,00 % ;
- Adventistes du septième jour, 9,04 % ;
- Catholiques romains, 1,31 % ;
- Catholiques grecs, 0,68 %.

## Démographie
En 1910, la commune comptait 2 369 Roumains (41,09 %) et 3 211 Hongrois (55,69 %).
En 1930, on recensait 2 676 Roumains (44,09 %), 3 158 Hongrois (52,03 %), 8 Juifs (0,13 %) et 226 Tsiganes (3,72 %).
En 2002, 2 222 Roumains (41,00 %) côtoient 2 675 Hongrois (49,36 %) et 519 Tsiganes (9,57 %). On comptait à cette date 1 960 ménages et 1 962 logements.
| 1850  | 1880  | 1900  | 1910  | 1930  | 1956  | 1977  | 1992  | 2002  |
| ----- | ----- | ----- | ----- | ----- | ----- | ----- | ----- | ----- |
| 4 731 | 4 939 | 5 792 | 5 766 | 6 070 | 6 415 | 6 208 | 5 326 | 5 419 |

| 2007  | - | - | - | - | - | - | - | - |
| ----- | - | - | - | - | - | - | - | - |
| 5 651 | - | - | - | - | - | - | - | - |

## Économie
L'économie de la commune repose sur l'agriculture, l'élevage, l'exploitation des forêts et la transformation du bois ainsi que sur la fabrication d'objets de vannerie en jonc.

## Communications

### Routes
La commune se trouve sur la route régionale qui relie Târgu Mureș avec Râciu et Cluj-Napoca.

## Lieux et monuments
- Ceuașu de Câmpie, temple réformé de 1792.

- Culpiu, église en bois des Sts Archanges (Sf. Arhangeli Mihail și Gavrili) du XIXe siècle.

- Săbed, réserve naturelle Pădurea Săbed de 59 ha (bois et forêt).

- Porumbeni, église en bois St Jean Baptiste (Sf. Ioan Botezatorul) du XVIe siècle (peintures intérieures du XVIIIe siècle).